# Clearwater River, Alberta/Saskatchewan
Clearwater River är ett vattendrag i Kanada.   Det ligger i provinserna Saskatchewan och Alberta, i den centrala delen av landet, 2 800 km väster om huvudstaden Ottawa.
I omgivningarna runt Clearwater River växer i huvudsak blandskog. Trakten runt Clearwater River är nära nog obefolkad, med mindre än två invånare per kvadratkilometer.